# Campionati europei di 470 1988
I Campionati europei di 470 1988 si sono svolti a Quiberon, in Francia, dal 27 giugno al 10 luglio 1988.

## Podi
| Evento        | Oro                                     | Argento                                    | Bronzo                                        |
| 470 Open      | Francia Thierry Péponnet Luc Pillot     | Italia Sandro Montefusco Paolo Montefusco  | Finlandia Peter von Koskull Johan von Koskull |
| 470 Femminile | Paesi Bassi Henny Vegter Marion Bultman | Svezia Marit Söderström Birgitta Bengtsson | Germania Est Peggy Hardwiger Christina Pinnow |

## Medagliere
| Posiz. | Nazione     | Oro | Argento | Bronzo | Totale |
| ------ | ----------- | --- | ------- | ------ | ------ |
| 1      | Francia     | 1   | 0       | 0      | 1      |
| 1      | Paesi Bassi | 1   | 0       | 0      | 1      |
| 3      | Italia      | 0   | 1       | 0      | 1      |
| 3      | Svezia      | 0   | 1       | 0      | 1      |
| 5      | Finlandia   | 0   | 0       | 1      | 1      |
| 5      | Spagna      | 0   | 0       | 1      | 1      |
| Totale | Totale      | 2   | 2       | 2      | 6      |